# Ibrahim Touqan

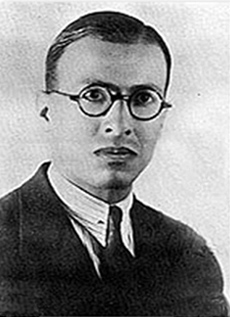
Ibrahim Tukan

Ibrahim Abd al-Fattah Touqan (إبراهيم طوقان, DMG Ibrāhīm Ṭūqān; auch Ibrahim Tukan; * 1905 in Nablus; † 2. Mai 1941 in Jerusalem) war ein palästinensischer Dichter. Er gilt als einer der Nationaldichter Palästinas und als Stimme des arabischen Aufstands gegen die Briten.

## Leben
Ibrahim Touqan wurde während der osmanischen Zeit in Nablus als Kind der bedeutenden Familie Touqan geboren. Sein ältester Bruder war Ahmad Toukan, Premierminister von Jordanien, und seine Schwester war die ebenfalls bekannte Dichterin Fadwa Touqan. Er besuchte zunächst die ar-Raschadiyya-al-Gharbiyya-Schule im Westen von Nablus und dann St. George’s School in Jerusalem.
Von 1923 bis 1929 besuchte er die Amerikanische Universität in Beirut, die er mit einem Bachelor-Abschluss in Literatur abschloss. Es folgten Tätigkeiten als Professor für Arabische Literatur an der an-Nadschah-Universität in Nablus und als Professor an der Amerikanischen Universität in Beirut. Ebenso war er als Co-Direktor für den Palestine Broadcasting Service („Radio-Ramallah“) mit Büro in Jerusalem tätig. 1937 heiratete er Samia Abd al-Hadi, mit der er einen Sohn, den Architekten Jafar, und eine Tochter, Urieb, hatte. Im Jahr 1941 starb er im Alter von 36 Jahren an Magengeschwüren im Französischen Krankenhaus in Jerusalem.

## Werk
Touqans Interesse an Poesie begann früh, was sicher dem Einfluss seines Großvaters, der selber die Traditionen des Zadschal pflegte, und der Ermutigung seiner Eltern zu verdanken ist.
Zu Beginn seiner Studienzeit in Beirut veröffentlichte er sein erstes Gedicht. Zentrales Thema im Werk von Ibrahim Touqan ist allgemein der Befreiungskampf der Araber, besonders jedoch die Auflehnung der Palästinenser gegen das sie seit 1922 kontrollierende Britische Mandat. Während des Aufstandes in Palästina von 1936 bis 1939 erlangten seine Werke beträchtliche Bekanntheit innerhalb der Arabischen Welt.
Eines seiner Gedichte, Mautini (‚Meine Heimat‘) das er 1934 während der Revolte schrieb, wurde de facto zur Nationalhymne der Palästinensischen Autonomiebehörde und ist seit dem Sturz der Baath-Partei im Irak auch irakische Nationalhymne.